# Creag nan Gabhar
Creag nan Gabhar är ett berg i Storbritannien.   Det ligger i kommunen Aberdeenshire och riksdelen Skottland, i den norra delen av landet, 600 km norr om huvudstaden London. Toppen på Creag nan Gabhar är 829 meter över havet, eller 243 meter över den omgivande terrängen. Bredden vid basen är 2,9 km.
Terrängen runt Creag nan Gabhar är kuperad.Runt Creag nan Gabhar är det glesbefolkat, med 13 invånare per kvadratkilometer. Närmaste större samhälle är Braemar, 7,3 km norr om Creag nan Gabhar. Trakten runt Creag nan Gabhar består i huvudsak av gräsmarker.